# Villa Cerro Castillo (Aysén)
Pour les articles homonymes, voir Cerro Castillo.
Villa Cerro Castillo est une localité chilienne située à Río Ibáñez, dans la province de General Carrera, région d'Aysén del General Carlos Ibáñez del Campo. 

## Histoire
Elle est fondée en 1966 à proximité du Cerro Castillo, un massif situé à 2 675 mètres d'altitude, d'où elle tire son nom.
Il s'agit d'un centre d'élevage de la région, principalement de moutons. Ces dernières années, en raison de sa situation sur la route australe, elle devient un centre d'approvisionnement pour les excursions touristiques depuis Coyhaique, la capitale régionale, vers la réserve nationale Cerro Castillo, située à proximité, ou vers des endroits plus éloignés comme la cathédrale de Marbre, Cochrane ou Caleta Tortel. Elle est également devenue un important pôle de tourisme culturel, principalement consacré à la récupération et à l'exposition des coutumes traditionnelles du gaucho aysen. Il convient de mentionner la rencontre Costumbrista Rescatando Tradiciones (récupération des traditions), unique en son genre dans la région d'Aysén, qui a lieu tous les ans au mois de janvier.
Le site archéologique Paredón de las manos se trouve à proximité du village.